# Monte Carlo (låt)
Monte Carlo är en låt från svenska Melodifestivalens final 1966, skriven av Carl Gyllenberg (text) / Bengt-Arne Wallin (musik) och framförd av Carli Tornehave. Den slutade tvåa efter segraren Nygammal vals.